# Winyé
Le winyé (ou kols, kolsi, kõ) est une langue gour parlée au Burkina Faso, notamment dans 17 ou 18 villages de la Boucle du Mouhoun (province du Balé, commune de Boromo, à mi-chemin entre Bobo-Dioulasso et Ouagadougou), également dans la province du Sanguié (Centre-Ouest).
Le nombre de locuteurs (les Winiamas) était estimé à 20 000 en 1999. La plupart sont monolingues.

## Écriture
| a | b | ɓ | c | d | e | ɛ | f | g | h | i | ɩ | j | k | l | m | n | o | ɔ | p | r | s | t | u | ʋ | v | w | y | z |

Les voyelles nasalisés sont indiquées avec le tilde suscrit : ‹ ã ẽ ɛ̃ ɩ̃ ɔ̃ ʋ̃ ›.
Le ton haut est indiqué avec l’accent aigu sur la voyelle : ‹ á ã́ é ẽ́ ɛ́ ɛ̃́ í ɩ́ ɩ̃́ ó ɔ̃́ ú ʋ́ ʋ̃́ ›.